# Bus de la région d'Helsinki
Les transports en Bus de la région d'Helsinki (finnois : Helsingin seudun bussiliikenne) sont organisés par l'établissement des transports de la ville d'Helsinki.
La circulation des bus couvre Helsinki, Espoo, Kauniainen, Vantaa, Kerava, Kirkkonummi et Sipoo  ainsi que le trafic régional transfrontalier dans ces municipalités.

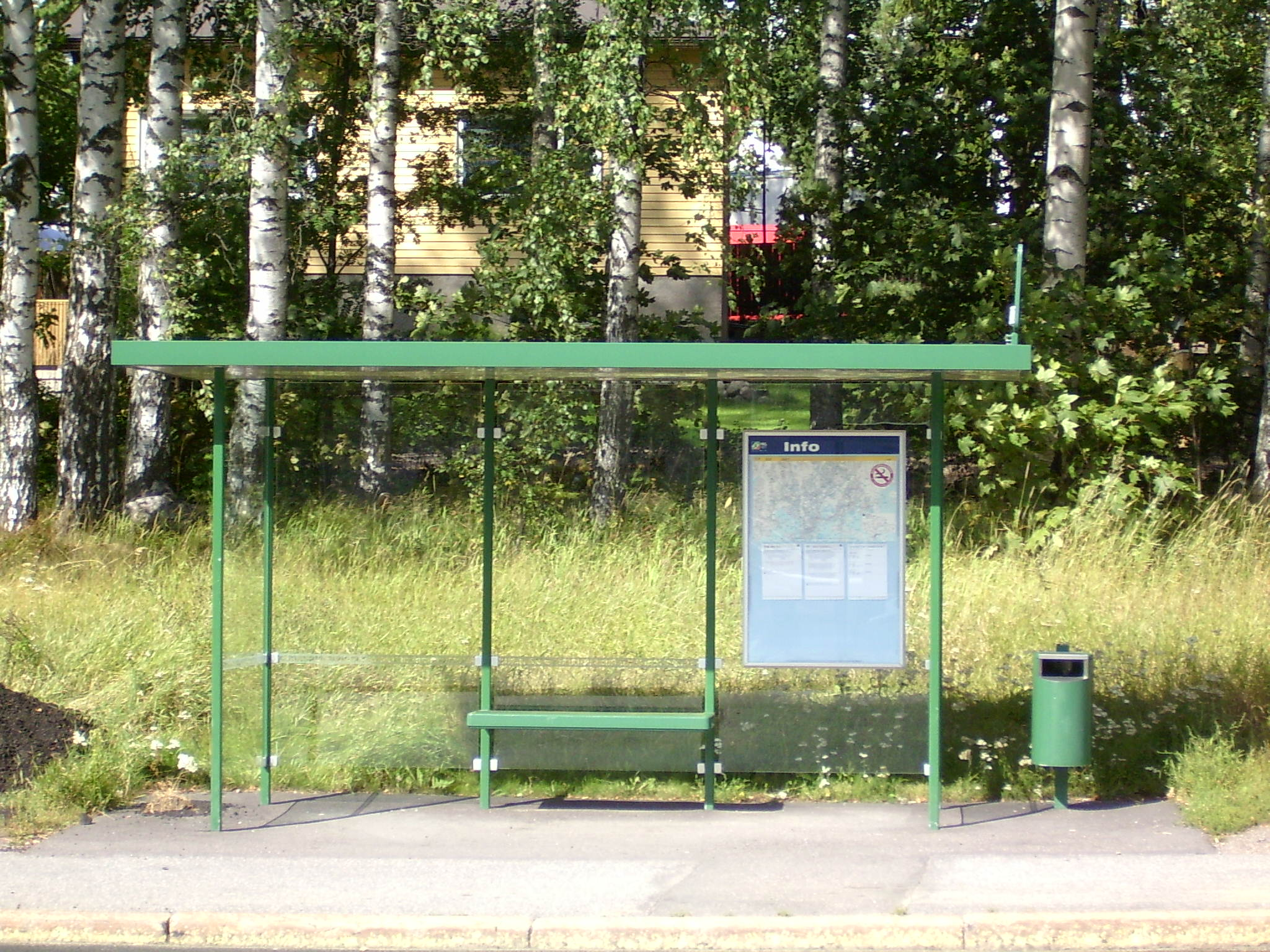
L'arrêt Kaadekuja.

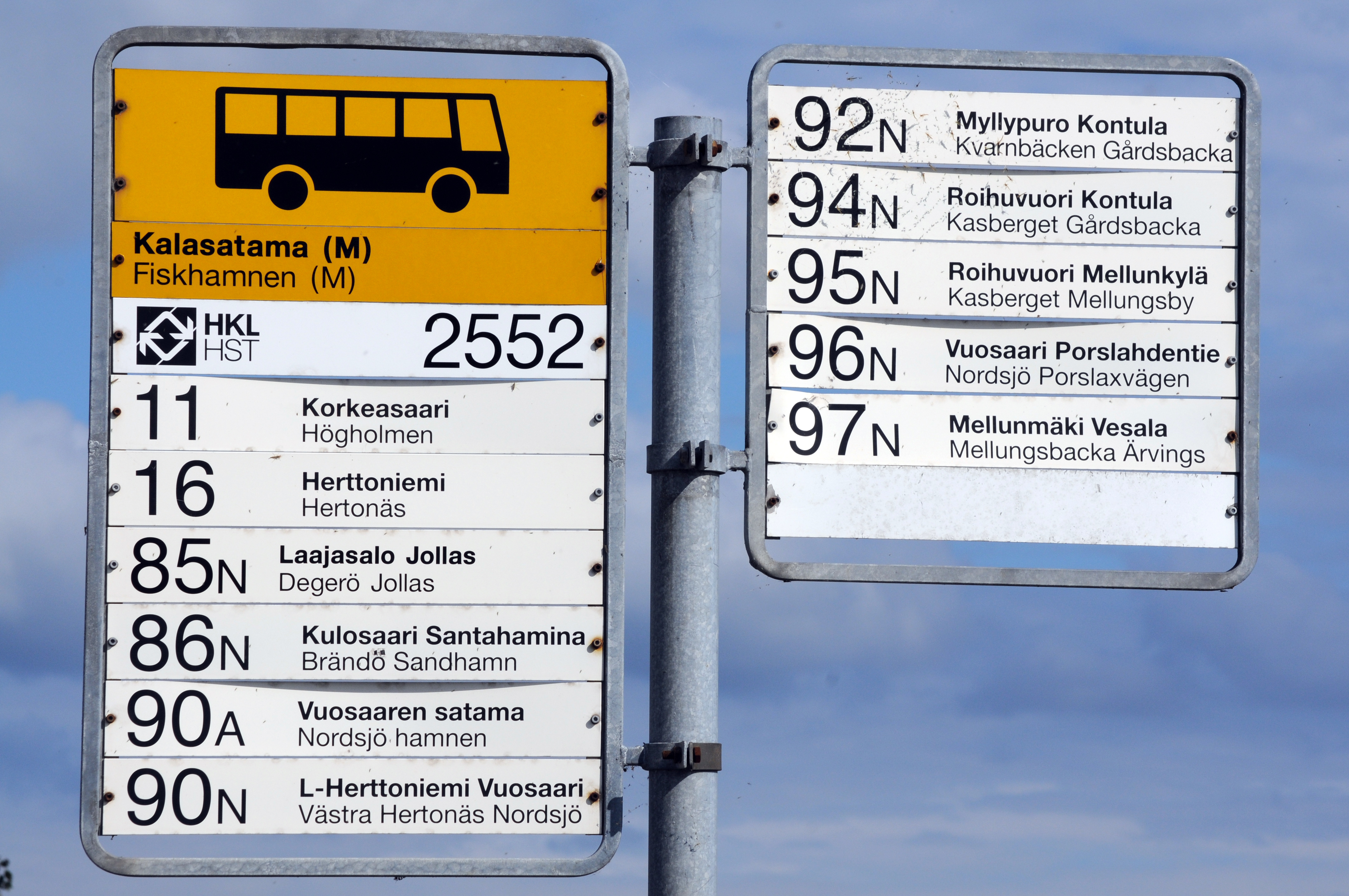
Panneaux de l'arrêt Kalasatama.

## Types de service
HSL propose deux types de service de bus: les lignes de bus standard et les lignes interurbaines à haut débit.

### Lignes de bus standard
Les itinéraires de bus standard peuvent être divisés en catégories suivantes :
- Lignes locales de Helsinki (lignes 14 a 88)
- Lignes locales de Espoo
- Lignes locales de Vantaa
- Lignes régionales de la zone de HSL (lignes 111 à 739 et quelques numéros de la série 500)

### Numérotation des lignes
Des numéros à deux chiffres sont utilisés comme identifiants de ligne sur les lignes internes d'Helsinki, à l'exception des lignes 52 et 53 qui continuent jusqu'à Espoo et des lignes principales 30, 37 et de nuit 95N qui continuent jusqu'à Vantaa. 
Les numéros à trois chiffres sont utilisés comme codes pour les lignes qui circulent partiellement ou totalement en dehors d'Helsinki, à l'exception des 500, 506, 611B et 831 et de certaines lignes avec de petits véhicules d'Helsinki, appelées bus locaux ou lignes de service.
Parfois, il y a aussi une lettre après le numéro de ligne. Ces lignes parcourent généralement la majeure partie de leur trajet le long du même itinéraire que ce qu'on appelle ligne principale, dont l'identifiant porte le même numéro sans lettre, mais s'écarte de l'itinéraire de la ligne principale sur certains tronçons d'itinéraire. Différentes lettres ont les significations suivantes :
- A = une ligne plus longue que l'itinéraire principal
- B = une ligne plus courte que l'itinéraire principal (dans le cas du 82B, une ligne du soir)
- K et T = l'itinéraire diverge au milieu et/ou bifurque à la fin
- N = ligne de nuit
- Z = plus rapide que l'itinéraire principal, prend un raccourci
- X = ligne de bus remplaçant un tramway, un train ou un métro, qui fonctionne uniquement en cas de perturbation du trafic ferroviaire, de travaux sur les voies ou de panne électrique.
- V = une ligne dont le tracé s'écarte de la ligne principale. Fonctionne généralement aux heures de pointe.

### Lignes interurbaines à haut niveau de service
Ce sont des lignes à bus à haut niveau de service ("runkolinja", signifiant artère principale).
En avril 2022, Les lignes en fonctionnement ou en projet sont les suivantes:

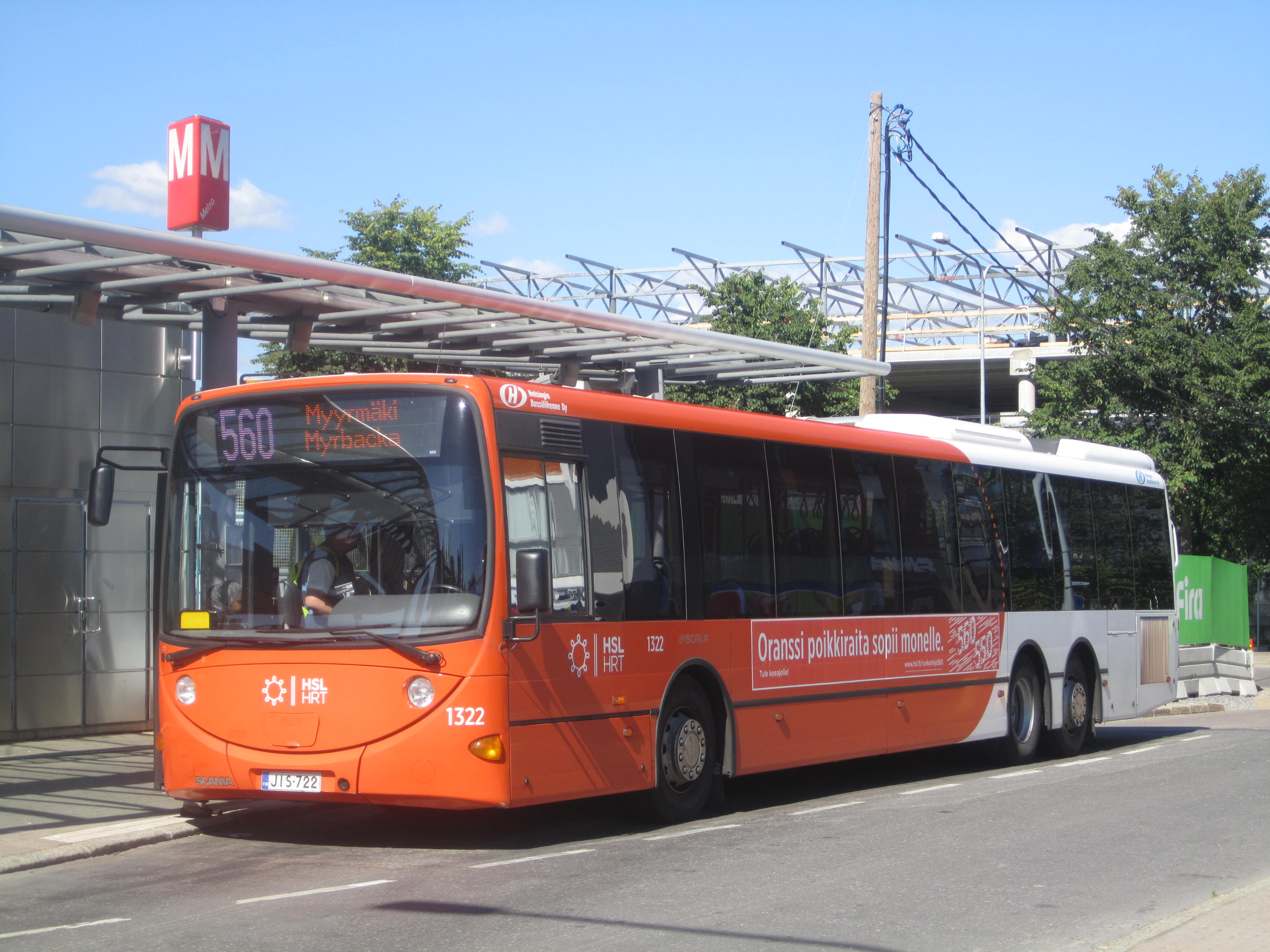
Les bus des lignes interurbaines à haut niveau de service sont reconnaissable à leur couleur orange.

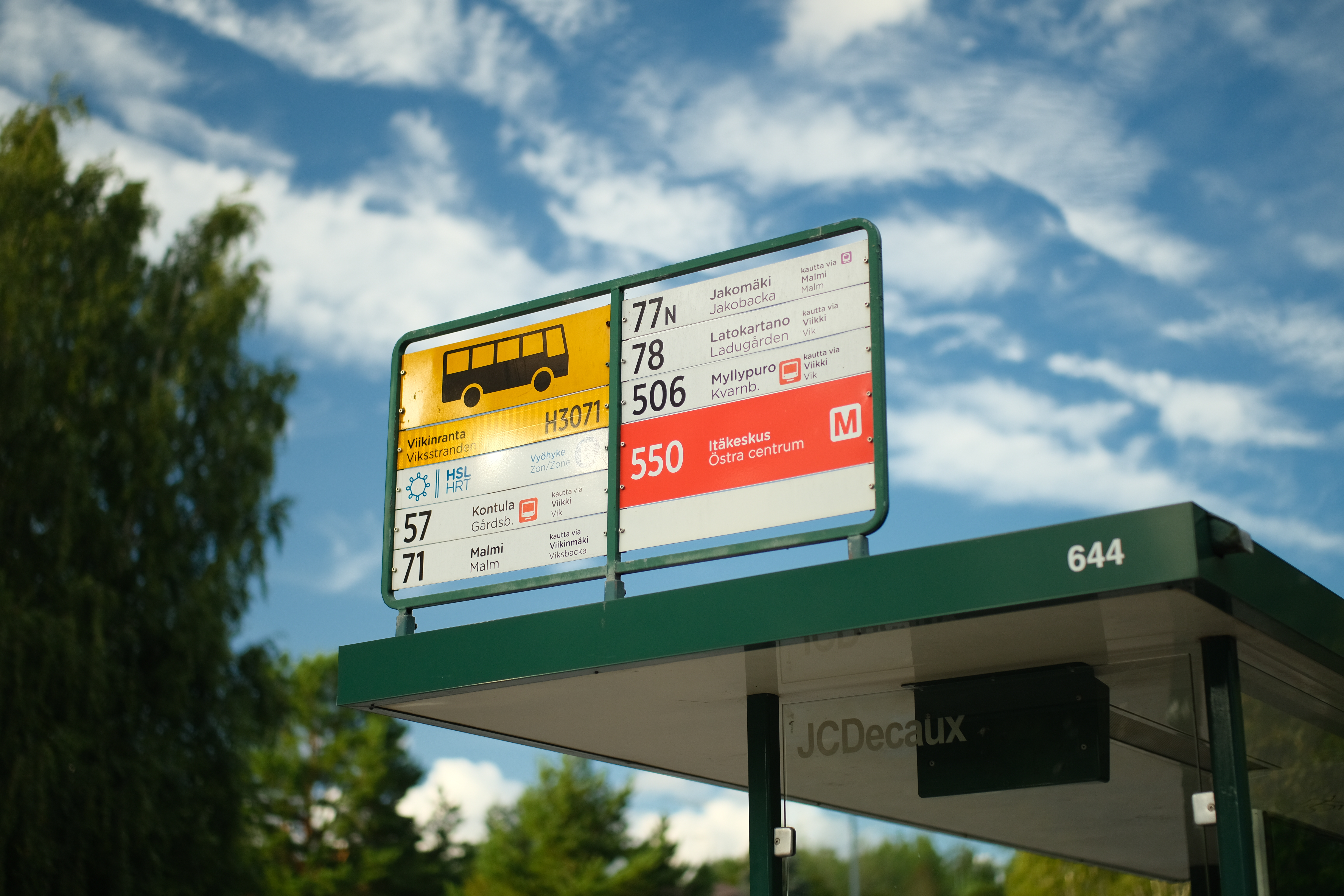
Les arrêts des bus à haut niveau de service sont aussi reconnaissable à leur couleur orange.

| Ligne | Trajet                                                                                             | Réfs.  |
| ----- | -------------------------------------------------------------------------------------------------- | ------ |
| 20    | Eira – Kamppi – Munkkivuori                                                                        | [ 3 ]  |
| 30    | Eira – Kamppi – Munkkivuori – Myyrmäki                                                             | [ 4 ]  |
| 40    | Elielinaukio – Haaga – Kannelmäki                                                                  | [ 5 ]  |
| 200   | Elielinaukio – Espoon keskus                                                                       | [ 6 ]  |
| 300   | Elielinaukio – Vihdintie – Myyrmäki                                                                | [ 7 ]  |
| 400   | Elielinaukio – Martinlaakso – Vantaankoski                                                         | [ 8 ]  |
| 500   | Itäkeskus (M) – Pasila – Munkkivuori                                                               | [ 9 ]  |
| 510   | Herttoniemi (M) – Pasila – Meilahti – Tapiola (M) – Westendinasema                                 | [ 10 ] |
| 520   | Matinkylä – Martinlaakso                                                                           |        |
| 530   | Myyrmäki – Matinkylä                                                                               |        |
| 550   | Westendinasema – Otaniemi – Leppävaara – Huopalahti – Maunula – Oulunkylä – Viikki – Itäkeskus (M) | [ 11 ] |
| 560   | Rastila (M) – Vuosaari (M) – Mellunmäki (M) – Kontula (M) – Malmi – Myyrmäki                       |        |
| 570   | Mellunmäki (M) – Hakunila – Tikkurila – Aviapolis – Aéroport                                       |        |
| 600   | Rautatientori – Aviapolis – Aéroport                                                               |        |

## Lignes de bus métropolitaines

### Helsinki

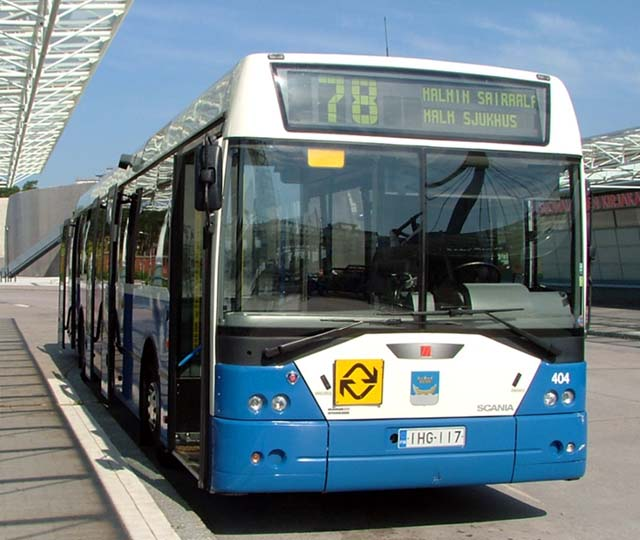
Terminal de bus à Vuosaari.

Les lignes d'Helsinki sont les suivantes,:
| Numéro | Trajet                                                                    | Réfs. |
| ------ | ------------------------------------------------------------------------- | ----- |
| 25     | Kamppi - Pajamäki                                                         |       |
| 15     | Ruoholahti – Salmisaari                                                   |       |
| 16     | Rautatientori - Merihaka - Kulosaari - Mustikkamaa (Pont de Korkeasaari ) |       |
| 17     | Kruununhaka - Kamppi - Viiskulma                                          |       |
| 20     | Eira – Munkkivuori                                                        |       |
| 21     | Kamppi – Lauttasaari (Vattuniemi)                                         |       |
| 23     | Rautatientori – Pasila – Pirkkola                                         |       |
| 24     | Ullanlinna - Erottaja – Meilahti (Pont de Seurasaari )                    |       |
| 30     | Eira – Munkkivuori - Konala – Malminkartano - Myyrmäki                    |       |
| 40     | Place d'Eliel - Pohjois-Haaga                                             |       |
| 41     | Kamppi - Haaga - Kannelmäki                                               |       |
| 42     | Kamppi - Maununneva - Kannelmäki                                          |       |
| 37     | Kamppi - Malminkartano                                                    |       |
| 50     | Herttoniemi (M) - Pasila - Suursuo                                        |       |
| 51     | Hakaniemi - Maunula - Konala - Malminkartano                              |       |
| 52     | Arabia - Oulunkylä - Haaga - Munkkiniemi                                  |       |
| 54     | Itäkeskus (M) - Kehä I - Pitäjänmäki                                      |       |
| 55     | Rautatientori - Kalasatama - Koskela                                      |       |
| 56     | Kalasatama (M) - Metsälä - Kannelmäki                                     |       |
| 57     | Latokartano - Käpylä - Munkkiniemi                                        |       |
| 58     | Itäkeskus (M) - Pasila - Meilahti - Munkkivuori                           |       |
| 58B    | Itäkeskus (M) - Pasila - Hôpital de Meilahti                              |       |
| 59     | Herttoniemi (M) - Pasila - Pajamäki                                       |       |
| 62     | Rautatientori - Pirkkola                                                  |       |
| 63     | Place d'Eliel - Maunula - Paloheinä                                       |       |
| 64     | Rautatientori - Itä-Pakila                                                |       |
| 65A    | Lauttasaari - Rautatientori - Oulunkylä (Veräjälaakso)                    |       |
| 66     | Rautatientori - Maunula - Länsi-Pakila                                    |       |
| 66A    | Lauttasaari - Lauttasaari - Länsi-Pakila                                  |       |
| 67     | Rautatientori - Torpparinmäki                                             |       |
| 67V    | Rautatientori - Torpparinmäki                                             |       |
| 68     | Rautatientori - Latokartano                                               |       |
| 69     | Kamppi - Patola - Malmi                                                   |       |
| 70     | Rautatientori - Siltamäki - Suutarila                                     |       |
| 70T    | Kamppi - Töölö - Siltamäki - Suutarila                                    |       |
| 71     | Rautatientori - Pihlajisto - Pihlajamäki (24 h)                           |       |
| 71V    | Rautatientori - Pihlajamäki - Pukinmäki                                   |       |
| 72     | Rautatientori - Pukinmäki - Tapanila                                      |       |
| 73/73N | Hakaniemi - Malmi - Puistola - Suutarila                                  |       |
| 74     | Hakaniemi - Sepänmäki - Tapanila - Puistola - Heikinlaakso - Porttipuisto |       |
| 74N    | Hakaniemi - Sepänmäki - Tapanila - Puistola                               |       |
| 75     | Rautatientori - Tattarisuo - Puistola                                     |       |
| 75A    | Siltamäki - Puistola - Jakomäki                                           |       |
| 76A    | Puistola - Malmi - Tapanila - Puistola                                    |       |
| 76B    | Puistola - Tapanila - Malmi - Puistola                                    |       |
| 77     | Rautatientori - Jakomäki                                                  |       |
| 77A    | Jakomäki - Malmi - Siltamäki                                              |       |
| 78     | Kontula (M) – Malmi                                                       |       |
| 79     | Herttoniemi (M) - Latokartano - Malmi                                     |       |
| 80     | Herttoniemi (M) - Roihuvuori - Roihupelto                                 |       |
| 81     | Kulosaari - Herttoniemenranta - Herttoniemi (M) - Länsi-Herttoniemi       |       |
| 82     | Herttoniemi (M) - Roihuvuori - Itäkeskus (M)                              |       |
| 82B    | Herttoniemi (M) - Tammisalo - Roihuvuori - Itäkeskus (M)                  |       |
| 83     | Herttoniemi (M) - Tammisalo                                               |       |
| 84     | Herttoniemi (M) - Laajasalo (Gunillantie)                                 |       |
| 85/85B | Herttoniemi (M) - Jollas                                                  |       |
| 86     | Herttoniemi (M) - Santahamina                                             |       |
| 86B    | Herttoniemi (M) - Santahamina                                             |       |
| 88     | Herttoniemi (M) - Yliskylä - Kaitalahti                                   |       |
| 89     | Herttoniemi (M) - Yliskylä                                                |       |
| 90     | Herttoniemi (M) - Kallvikintie                                            |       |
| 91     | Rapuojantie - Östersundom - Puroniitty                                    |       |
| 91K    | Rapuojantie - Talosaari - Östersundom - Degermossa - Puroniitty           |       |
| 92     | Itäkeskus (M) - Myllypuro                                                 |       |
| 93     | Itäkeskus (M) - Östersundom - Landbo                                      |       |
| 93K    | Itäkeskus (M) - Östersundom - Karhusaari - Landbo                         |       |
| 94     | Itäkeskus (M) - Porttitie - Kontula (M) - Kontulankaari                   |       |
| 94A    | Kotikonnuntie - Kontula (M) - Kivikko - Kontula (M) - Kotikonnuntie       |       |
| 94B    | Kivikonlaita - Kontula (M)                                                |       |
| 94V    | Kontula (M) - Kontulankaari                                               |       |
| 95     | Itäkeskus (M) - Mellunmäki (M) - Kontula (M) - Keinutie                   |       |
| 611B   | Rautatientori – Tuomarinkylä – Siltamäki – Suutarila                      |       |
| 96     | Rastila (M) - Vuosaari (M) - Porslahdentie                                |       |
| 97     | Itäkeskus (M) - Vartiokylä - Mellunmäki (M)                               |       |
| 97V    | Itäkeskus (M) - Puotila - Vartioharjuntie - Mellunmäki (M)                |       |
| 98     | Itäkeskus (M) (M) - Marjaniemi - Vuosaari (M)                             |       |
| 98A    | Itäkeskus (M) - Marjaniemi - Vuosaari (M) - Porslahdentie                 |       |
| 18N    | Kruununhaka - Töölö - Munkkivuori                                         |       |
| 20N    | Asema-aukio – Lauttasaari                                                 |       |
| 64N    | Rautatientori - Itä-Pakila                                                |       |
| 65N    | Rautatientori - Oulunkylä (Veräjälaakso)                                  |       |
| 85N    | Rautatientori - Herttoniemenranta - Yliskylä - Jollas                     |       |
| 86N    | Rautatientori- Kulosaari - Herttoniemi - Santahamina                      |       |
| 90A    | Rautatientori - Port de Vuosaari                                          |       |
| 92N    | Rautatientori - Myllypuro - Kivikko - Kontula (Keinutie)                  |       |
| 94N    | Rautatientori - Roihuvuori - Kontulankaari                                |       |
| 95N    | Rautatientori - Tammisalo - Marjaniemi - Mellunmäki - Länsimäki           |       |
| 96N    | Rautatientori - Aurinkolahti - Vuosaari (Porslahdentie)                   |       |
| 97N    | Rautatientori - Puotila - Mellunmäki - Kotikonnuntie                      |       |
| 23N    | Rautatientori - Pasila - Ilmala                                           |       |
| 67N    | Rautatientori - Maunula - Paloheinä - Torpparinmäki                       |       |
| 72N    | Rautatientori - Pukinmäki - Siltamäki                                     |       |
| 76N    | Rautatientori - Malmi - Tapanila - Puistola - Tattarisuo                  |       |
| 31     | Pohjois-Haaga - Munkkivuori                                               |       |
| 32     | Pohjois-Haaga - Munkkivuori                                               |       |
| 33     | Munkkivuori - Tarvo                                                       |       |
| 34     | Munkkivuori - Kaskisaari                                                  |       |
| 35     | Niemenmäki - Munkkivuori - Rakuunantie                                    |       |
| 237    | Leppävaara - Pirkkola                                                     |       |
| 603    | Malmi - Oulunkylä – Käpylä – Metsälä – Länsi-Pakila – Paloheinä           |       |
| 701    | Malmi - Viikki                                                            |       |
| 702    | Malmi - Savela                                                            |       |
| 703    | Malmi - Suutarila                                                         |       |
| 705    | Malmi - Jakomäki                                                          |       |
| 801    | Varjakanvalkama - Itäkeskus                                               |       |
| 802/K  | Jollas - Itäkeskus                                                        |       |
| 805    | Itäkeskus - Myllypuro                                                     |       |
| 811    | Kivikko - Rapolantie                                                      |       |
| 812    | Mellunmäki - Myllypuro                                                    |       |
| 813    | Vuosaari - Pohjoinen ostoskeskus                                          |       |
| 814    | Vuosaari - Koukkusaarentie                                                |       |
| 815    | Vuosaari - Isonvillasaarentie                                             |       |
| 816    | Vuosaari - Ramsinniemi                                                    |       |
| 817    | Vuosaari - Kallahti                                                       |       |
| 818    | Vuosaari - Port de Vuosaari                                               |       |
| 819    | Vuosaari - Uutela                                                         |       |

### Espoo et Kauniainen
Les lignes d'Espoo et de Kauniainen sont les suivantes,:

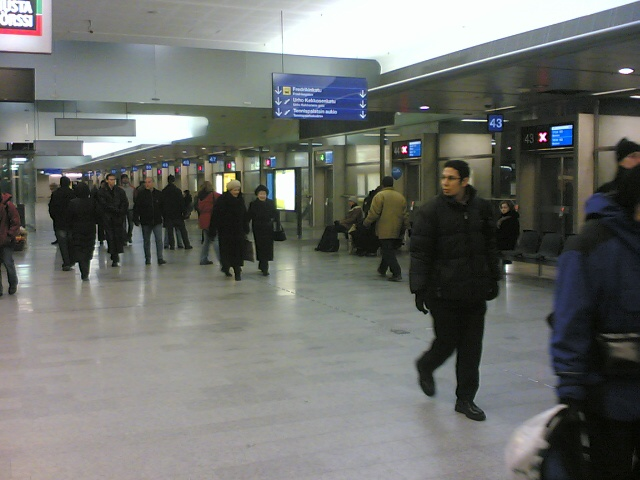
Terminal des bus d'Espoo à Kamppi.

| Numéro | Trajet                                                                                        | Réfs. |
| ------ | --------------------------------------------------------------------------------------------- | ----- |
| 3      | Leppävaara – Kivenlahti                                                                       |       |
| 5      | Leppävaara – Nihtisilta – Suurpelto – Olari – Matinkylä                                       |       |
| 10     | Otaniemi – Tapiola-Nord – Tapiola – Westend – Haukilahti – Matinkylä – Puolarmetsä            |       |
| 11     | Tapiola – Matinkylä – Friisilänaukio                                                          |       |
| 12     | Tapiola – Soukka – Kivenlahti – Tapiola                                                       |       |
| 14     | Tapiola – Kivenlahti – Soukka – Tapiola                                                       |       |
| 15     | Otaniemi – Tapiola – Kauniainen – Jupperi                                                     |       |
| 16     | Matinkylä – Kuitinmäki – Henttaa                                                              |       |
| 16A    | Henttaa – Orion – Niittykumpu – Matinkylä – Olari – Henttaa                                   |       |
| 16B    | Henttaa – Olari – Matinkylä – Niittykumpu – Orion – Henttaa                                   |       |
| 18     | Tapiola – Kauniainen – Espoon keskus – Mikkelä – Kauklahti                                    |       |
| 19     | Tapiola – Puolarmetsä – Espoon keskus – Tuomarila                                             |       |
| 20     | Leppävaara – Karakallio – Lähderanta – Järvenperä                                             |       |
| 21     | Leppävaara – Viherlaakso – Kalajärvi – Lahnus (Serena)                                        |       |
| 22     | Leppävaara – Helmipöllönmäki                                                                  |       |
| 23     | Uusmäki – Leppävaara – Säteri – Nihtisilta / Laajalahti                                       |       |
| 23V    | Uusmäki – Painiitty – Leppävaara                                                              |       |
| 24     | Leppävaara – Rastaala – Veini – Jupperi                                                       |       |
| 25     | Leppävaara – Laaksolahti – Lähderanta / Högnäs                                                |       |
| 26     | Leppävaara – Karakallio – Viherlaaksonranta – Jorvi                                           |       |
| 27     | Leppävaara – Karakallio – Lippajärvi – Espoon keskus                                          |       |
| 28     | Leppävaara – Siikajärvi / Siikaniemi / Siikaranta                                             |       |
| 29     | Leppävaara – Viherlaakso – Punametsä – Kalajärvi                                              |       |
| 31     | Friisilänaukio – Matinkylä – Kuitinmäki – Espoon keskus – Jorvi                               |       |
| 42     | Soukka – Kivenlahti – Latokaski – Espoon keskus – Jorvi                                       |       |
| 46     | Hyljelahti – Espoon keskus                                                                    |       |
| 51     | Leppävaara – Karakallio – Kauniainen – Kuurinniitty                                           |       |
| 65     | Espoonlahti – Vanttila – Vantinportti – Kauklahden asema – Espoonkartano – Kauklahti          |       |
| 70     | Rinnekoti – Röylä – Kalajärvi                                                                 |       |
| 71     | Lepsämänjoki – Kalajärvi – Lahnus – Röylä                                                     |       |
| 81     | Espoon keskus – Mikkelänkallio – Gumböle – Hirvisuo                                           |       |
| 82     | Espoon keskus– Juvanmalmi – Kalajärvi / Lahnus (Serena)                                       |       |
| 85     | Espoon keskus – Nuuksionpää / Kattila                                                         |       |
| 86     | Espoon keskus – Kunnarla – Röylä – Bodom – Kunnarla – Espoon keskus                           |       |
| 86H    | Espoon keskus – Kellonummi – Kunnarla – Röylä – Bodom – Kunnarla – Kellonummi – Espoon keskus |       |
| 88     | Espoon keskus – Siikaniemi                                                                    |       |
| 96H    | Leppävaara– Karakallio – Viherlaakso – Jorvi – Kellonummi                                     |       |
| 168    | Espoon keskus – Mikkelä – Kauklahti                                                           |       |
| 169    | Espoon keskus – Kirkkojärvi – Siltakatu – Suvela – Espoon keskus                              |       |
| P10    | Tapiola – Oravannahkatori                                                                     |       |
| P11    | Tapiola – Haukilahti                                                                          |       |
| P12    | Tapiola – Tapiola-Nord                                                                        |       |
| P13    | Tapiola – Hopealehto – Itäranta – Tapiola                                                     |       |
| P14    | Tapiola – Niittymaa                                                                           |       |
| P20    | Leppävaara – Lintulaakso                                                                      |       |
| P21    | Leppävaara – Karakallio – Rastaspuisto                                                        |       |
| P40    | Kivenlahti – Soukka – Iivisniemi                                                              |       |
| P41    | Kivenlahden palvelulinja                                                                      |       |
| P50    | Kauniaisten palvelulinja                                                                      |       |

### Vantaa
Les lignes de Vantaa sont les suivantes :

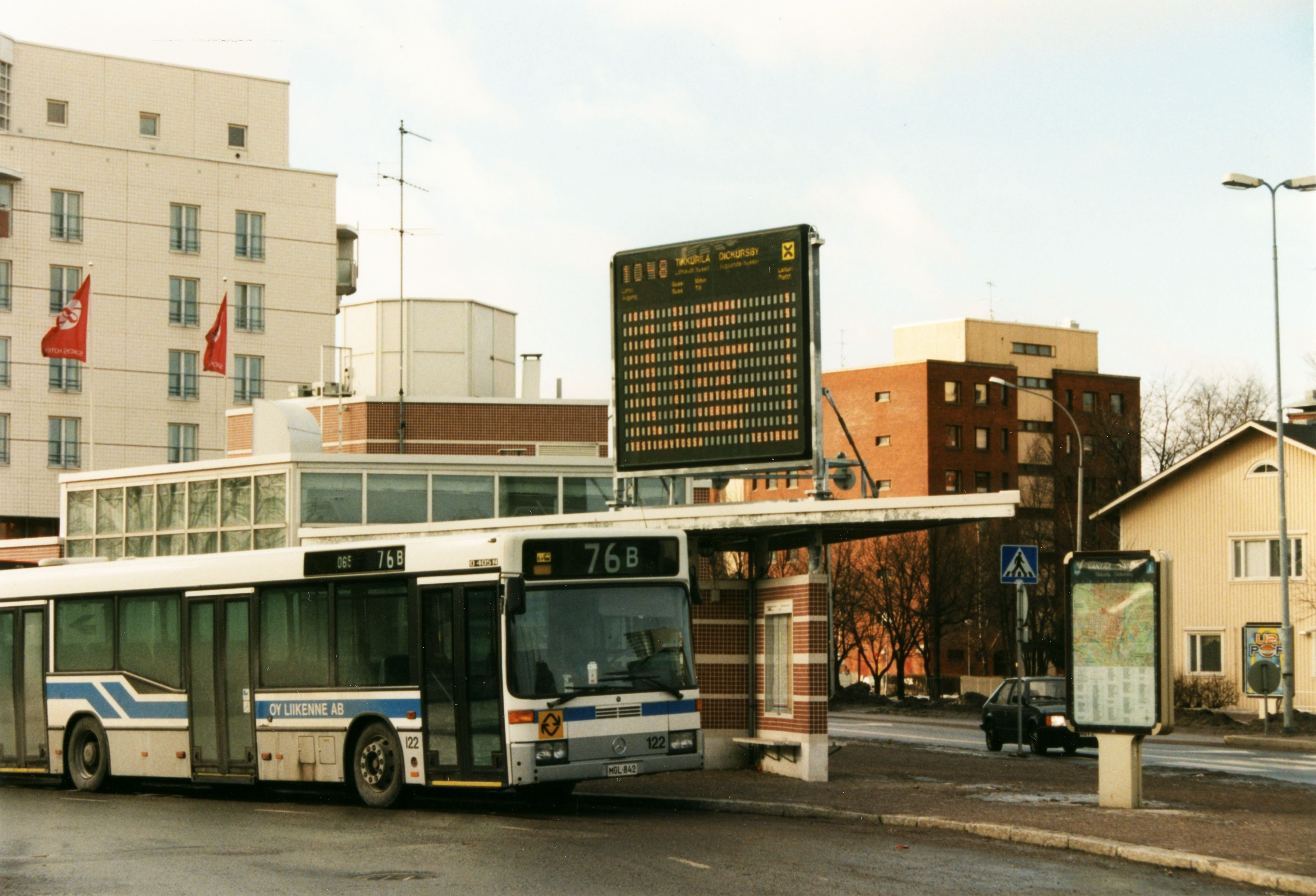
Bus à Tikkurila dans les années 1990.

| Numéro | Trajet                                                                                                  | Réfs. |
| ------ | --- | ----- |
| 311    | Myyrmäki – Pähkinärinne – Hämeenkylä                                                                    |       |
| 313    | Pähkinärinne – Hämeenkylä – Varisto – Vapaala                                                           |       |
| 335    | Linnainen – Vapaala – Myyrmäki – Martinlaakso – Askisto                                                 |       |
| 432    | Martinlaakso – Kivistö – Kirkka                                                                         |       |
| 433    | Martinlaakso – Vantaanpuisto – Kannisto – Kivistö                                                       |       |
| 443    | Kivistö – Vestra                                                                                        |       |
| 444    | Kivistö – Hôpital de Katriina – Tapola – Riipilä                                                        |       |
| 445    | Kivistö – Hôpital de Katriina – Reuna                                                                   |       |
| 446    | Kivistö – Koivupää – Hôpital de Katriina – Kesäkylä                                                     |       |
| 447    | Kivistö – Viininkanmestä – Kesäkylä                                                                     |       |
| 571    | Tikkurila – Ylästö – Martinlaakso – Myyrmäki – Pähkinärinne – Varisto                                   |       |
| 572    | Mellunmäki – Hakunila – Pakkala – Myyrmäki                                                              |       |
| 573    | Aviapolis – Pakkala – Ylästo – Gare de Vantaankoski                                                     |       |
| 574    | Peijas – Koivuhaka – Aviapolis – Pakkala – Myyrmäki                                                     |       |
| 575    | Tikkurila – Aviapolis – Tuupakka – Martinlaakso                                                         |       |
| 576    | Tikkurila – Koivuhaka – Aviapolis – Hôpital de Katriina – Kivistö                                       |       |
| 618    | Ligne sur demande de Tikkurila                                                                          |       |
| 619    | Tikkurila – Simonsalmi                                                                                  |       |
| 624    | Tikkurila – Ruskeasanta – Ilola – Leinelä – Koivukylä – Et. Päiväkumpu                                  |       |
| 625    | Leinelä – Koivukylä – Peijas – Rekolanmäki                                                              |       |
| 631    | Tikkurila – Simonkylä – Koivukylä – Korso – Kulomäki                                                    |       |
| 711    | Tikkurila – Kuusikko – Hakunila – Kuninkaanmäki                                                         |       |
| 712    | Tikkurila – Jokiniemi – Honkanimmi – Kuninkaanmäki (– Kuusijärvi)                                       |       |
| 713    | Ligne sur demande de Hakunila                                                                           |       |
| 723    | Ligne sur demande de Koivukylä                                                                          |       |
| 733    | Ligne sur demande de Korso                                                                              |       |
| 735    | Tikkurila – Jokiniemi – Peijas – Korso – Mikkola                                                        |       |
| 736    | Tikkurila – Hiekkaharju – Leinelä – Koivukylä – P. PÄiväkumpu – Nikinmäki – Metsola – Korso – Vierumäki |       |
| 737    | Nikinmäki – Mikkola – Korso                                                                             |       |
| 973    | Peijas – Korso – Vallinoja – Kerava – Virrenkulma                                                       |       |

### Kerava
Les lignes de Kerava sont les suivantes:
| Numéro | Trajet                                               | Réfs. |
| ------ | ---------------------------------------------------- | ----- |
| 5      | Sorsakorpi – Gare de Kerava – Mattilanpuisto         |       |
| 8      | Kaskela – Kytömaa – Gare de Kerava – Centre de santé |       |

### Kirkkonummi
Les lignes de Kirkkonummi sont les suivantes,:
| Numéro | Trajet                                                  | Réfs. |
| ------ | ------------------------------------------------------- | ----- |
| 901    | Luoma – Masala – Jorvaksentie – Hirsala                 |       |
| 902    | Usine de Pikkala – Kirkkonummi – Porkkala               |       |
| 903    | Kirkkonummi – Hila                                      |       |
| 906    | Luoma – Masala – Kauhala                                |       |
| 907    | Kirkkonummi – Veklahti – Lapinkylä – Veikkola           |       |
| 908    | Kirkkonummi – Evitskog – Kylmälä – Veikkola – Kaislampi |       |
| 909    | Veikkola – Lapinkylä – Kauhala                          |       |
| 914x   | Tolsa – Kirkkonummi                                     |       |

### Sipoo
Les lignes de Sipoo sont les suivantes:
| Numéro | Trajet                                                           | Réfs. |
| ------ | ---------------------------------------------------------------- | ----- |
| 984    | Hindsby (Knuters) – Nikkilä – Talma                              |       |
| 986    | Nikkilä – Etelä-Paippinen (– Gare de Järvenpää)                  |       |
| 987    | Nikkilä (– Pornainen – Gare de Järvenpää)                        |       |
| 988    | (Porvoo – Hinthaara –) Nikkilä (– Pornainen – Gare de Järvenpää) |       |
| 989    | (Pornainen – Gare de Järvenpää)                                  |       |
| 991    | Eriksnäs – Söderkulla – Nikkilä                                  |       |
| 992    | Söderkulla– Massby – Hindby – Nikkilä                            |       |
| 993    | Söderkulla – Box – Gesterby – Nikkilä                            |       |
| 994    | Söderkulla – Immersby – Gumbostrand                              |       |
| 995    | Söderkulla – Kalkkiranta                                         |       |
| 996    | Söderkulla – Box – Kitö                                          |       |

## Minibus à la demande
Le service de minibus à la demande, Kutsuplus a été en service entre 2012 et 2015.

## Liste des bus régionaux

### 38–74
| Numéro | Trajet                                                                    | Réfs. |
| ------ | ------------------------------------------------------------------------- | ----- |
| 38     | Elielinaukio – Uusimäki                                                   |       |
| 39     | Kamppi – Munkkiniemi – Konala – Malminkartano – Myyrmäki                  |       |
| 74     | Hakaniemi – Sepänmäki – Tapanila – Puistola – Heikinlaakso – Porttipuisto |       |

### 102–165
| Numéro              | Trajet                                                                   | Réfs. |
| ------------------- | ------------------------------------------------------------------------ | ----- |
| 102/102T            | Kamppi – Otaniemi                                                        |       |
| 103/103T            | Kamppi – Otaniemi – Tapiola Nord                                         |       |
| 105                 | Kamppi – Tapiola – Mankkaa                                               |       |
| 106/106K            | Kamppi – Tapiola – Laajalahti – Leppävaara (24 h)                        |       |
| 107                 | Kamppi – Tapiola – Orion – Suurpelto                                     |       |
| 109/109T            | Kamppi – Tapiola – Jorvi                                                 |       |
| 109N                | Kamppi – Tapiola – Suurpelto – Jorvi                                     |       |
| 110/110T            | Kamppi – Tapiola – Kilo – Leppävaara (24 h)                              |       |
| 111/111T            | Kamppi – Westend – Haukilahti                                            |       |
| 112                 | Kamppi – Haukilahti – Matinkylä                                          |       |
| 121/121K/121T       | Kamppi – Kuitinmäki                                                      |       |
| 121A/121AT          | Kamppi – Puolarmetsä                                                     |       |
| 122                 | Kamppi – Kuitinmäki – Friisilänaukio                                     |       |
| 122A                | Kamppi – Kuitinmäki – Holmanmäki                                         |       |
| 132                 | Kamppi – Matinkylä – Friisilänaukio                                      |       |
| 132N                | Kamppi – Lauttasaari – Westend – Haukilahti – Matinkylä – Friisilänaukio |       |
| 143/143K/143T       | Kamppi – Soukka                                                          |       |
| 143A                | Kamppi – Soukanniemi                                                     |       |
| 145/145K/145N/145KN | Kamppi – Soukka – Suvisaaristo                                           |       |
| 147/147K/147T/147KT | Kamppi – Soukka – Kivenlahti                                             |       |
| 150                 | Kamppi – Kivenlahti                                                      |       |
| 150A                | Kamppi – Kivenlahti – Tillinmäki                                         |       |
| 150K                | Kamppi – Saunaniemi                                                      |       |
| 150N                | Kamppi – Kivenlahti – Latokaski                                          |       |
| 154/154T            | Kamppi – Espoon keskus – Tuomarila                                       |       |
| 156                 | Kamppi – Espoon keskus – Sunanniitty                                     |       |
| 158                 | Kamppi – Tillinmäki                                                      |       |
| 160/160K/160T/160KT | Kamppi – Nöykkiö – Latokaski                                             |       |
| 165/165N/165V       | Kamppi – Saunalahti – Kauklahti                                          |       |

### 167–190
| Numéro | Trajet                                    | Réfs. |
| ------ | ----------------------------------------- | ----- |
| 171    | Kamppi – Masala – Kirkkonummi             |       |
| 172    | Kamppi – Masala – Kirkkonummi – Kantvik   |       |
| 173    | Kamppi – Masala – Kirkkonummi – Upinniemi |       |
| 174Z   | Kamppi – Kirkkonummi – Gesterby           |       |
| 181    | Kirkkonummi – Överbyntie – Siuntio        |       |
| 182    | Kirkkonummi – Siuntio                     |       |

### 194–195
| Numéro   | Trajet                                     | Réfs. |
| -------- | ------------------------------------------ | ----- |
| 194      | Kamppi – Tapiola – Tapiola Nord            |       |
| 194A     | Kamppi – Orion                             |       |
| 195/195N | Kamppi – Tapiola – Puolarmetsä – Latokaski |       |

### 201–213
| Numéro   | Trajet                                                | Réfs. |
| -------- | ----------------------------------------------------- | ----- |
| 201      | Leppävaara – Mäkkylä – Pitäjänmäki – Pajamäki         |       |
| 201B     | Leppävaara – Mäkkylä – Pitäjänmäki                    |       |
| 206/206A | Kamppi – Munkkiniemi – Etelä-Leppävaara – Karamalmi   |       |
| 212      | Kamppi – Laajalahti – Kauniainen                      |       |
| 213/213N | Kamppi – Suvela – Espoon keskus – Mikkelä – Kauklahti |       |

### 231–270
| Numéro   | Trajet | Réfs. |
| -------- | --- | ----- |
| 231N     | Elielinaukio – Vallikallio – Hämevaara – Järvenperä                                                                         |       |
| 237      | Pajamäki – Mäkkylä – Leppävaara                                                                                             |       |
| 243      | Espoon keskus – Kolmiranta – Veikkola                                                                                       |       |
| 247/247A | Elielinaukio – Karamalmi – Lähderanta / Jupperi                                                                             |       |
| 248/248A | Elielinaukio – Karakallio – Lähderanta / Jupperi                                                                            |       |
| 270      | Elielinaukio – Leppävaara – Bemböle – Espoon keskus – Kuurinniitty                                                          |       |
| 270N     | Elielinaukio – Leppävaara – Karakallio – Viherlaakso – Kuninkaantie – Lähderanta – Espoon keskus – Tuomarila – Kuurinniitty |       |

### 300–364
| Numéro   | Trajet                                                                     | Réfs. |
| -------- | -------------------------------------------------------------------------- | ----- |
| 300N     | Elielinaukio – Pitäjänmäki – Uusmäki – Pähkinärinne – Hämeenkylä – Varisto |       |
| 321      | Elielinaukio – Lähderanta – Vanhakartano/Punametsä – Niipperi              |       |
| 322      | Elielinaukio – Pähkinärinne – Petikko – Gare de Vantaankoski               |       |
| 345/345N | Elielinaukio – Rinnekoti                                                   |       |

### 411–436
| Numéro | Trajet                                                                     | Réfs. |
| ------ | -------------------------------------------------------------------------- | ----- |
|        |                                                                            |       |
| 411    | Elielinaukio – Myyrmäki                                                    |       |
| 415    | Elielinaukio – Vantaanlaakso – Ylästö – Aviapolis – Aéroport               |       |
| 415N   | Elielinaukio – Myyrmäki – Martinlaaksi – Vantaanlaakso – Ylästo – Aéroport |       |
| 421    | Elielinaukio - Martinlaakso                                                |       |
| 431    | Elielinaukio - Vantaanlaakso - Kivistö                                     |       |
| 431N   | Elielinaukio - Myyrmäki - Martinlaakso - Vantaanlaakso - Kivistö           |       |
| 435    | Elielinaukio – Martinlaakso – Juvanmalmi – Koskelo                         |       |
| 436    | Elielinaukio – Gare de Vantaankoski – Kalajärvi                            |       |
| 436N   | Elielinaukio – Myyrmäki – Pähkinärinne – Niipperi – Kalajärvi              |       |

### 501–588
| Numéro | Trajet                                                                             | Réfs.  |
| ------ | ---------------------------------------------------------------------------------- | ------ |
| 502    | Merihaka – Munkkiniemi – Perkkaa – Leppävaara                                      |        |
| 510    | Martinlaakso – Myyrmäki – Hämevaara – Leppävaara – Otaniemi – Keilaniemi – Tapiola |        |
| 510B   | Myyrmäki – Hämevaara – Leppävaara                                                  |        |
| 518    | Ilmala – Pasila – Jakomäki – – Kuninkaanmäki                                       |        |
| 533    | Vanhakartano – Kauniainen – Mankkaa – Olari – Matinkylä                            |        |
| 543    | Leppävaara – Nihtisilta – Suurpelto – Olari – Puolarmetsä – Soukka – Kivenlahti    |        |
| 550    | Itäkeskus – Viikki – Oulunkylä – Haaga – Leppävaara – Otaniemi – Tapiola – Westend | [ 18 ] |
| 551    | Pasila - Gare routière de Westend                                                  |        |
| 552    | Malmi – Maunula – Munkkiniemi – Otaniemi                                           |        |
| 554    | Itäkeskus – Malmi – Maunula – Leppävaara                                           |        |
| 560    | Rastila – Vuosaari – Kontula – Malmi – Paloheinä – Myyrmäki                        |        |
| 561    | Itäkeskus – Malmi – Aviapolis                                                      |        |
| 562    | Mellunmäki – Hakunila – Tikkurila – Jumbo – Aviapolis                              |        |
| 565    | Vantaankoski – Myyrmäki – Laaksolahti – Espoon keskus                              |        |
| 566    | Martinlaakso – Koskelo – Espoon keskus                                             |        |
| 587    | Mellunmäki – Hakunila – Hakkila – Koivukylä – Korso – Leppäkorpi                   |        |
| 588    | Länsisalmi – École de Sotunki                                                      |        |

### 611–633
| Numéro | Trajet                                                     | Réfs. |
| ------ | ---------------------------------------------------------- | ----- |
| 611    | Rautatientori – Käpylä – Siltamäki – Suutarila – Tikkurila |       |
| 614    | Rautatientori – Pakkala – Ylästö                           |       |
| 615    | Rautatientori – Kartanonkoski – Aéroport                   |       |
| 616    | Hakaniemi – Tammisto – Kehä III – Kivistö                  |       |
| 621    | Hakaniemi – Tammisto – Aviapolis – Ilola                   |       |
| 622    | Hakaniemi – Ilola                                          |       |
| 623    | Hakaniemi – Simonkylä – Leinelä – Koivukylä – Peijas       |       |
| 633    | Rautatientori – Korso – Kerava                             |       |

### 717–811
| Numéro | Trajet                                                                         | Réfs. |
| ------ | ------------------------------------------------------------------------------ | ----- |
| 717    | Rautatientori – Hakunila – Kuninkaanmäki (– Sotunki)                           |       |
| 718    | Rautatientori – Hakunila – Nissas                                              |       |
| 722    | Rautatientori – Honkanummi – Havukoski                                         |       |
| 724    | Rautatientori – Jokiniemi – Et. Päiväkumpu                                     |       |
| 724N   | Rautatientori – Jokiniemi – Tikkurila – Simonkylä – Koivukylä – Et. Päiväkumpu |       |
| 731    | Rautatientori – Kulomäki                                                       |       |
| 738    | Rautatientori – Ahjo – Kerava – Mattilanpuisto                                 |       |
| 739    | Rautatientori – P. Päiväkumpu – Korso – Nikinmäki Nord                         |       |
| 739V   | Rautatientori – Viirilä – Etelä-Nikinmäki – Nikinmäki Nord                     |       |
| 785    | Rautatientori – Nikkilä                                                        |       |
| 786    | Rautatientori – Nikkilä – Paippinen – Järvenpää                                |       |
| 787    | Rautatientori – Nikkilä (– Pornainen)                                          |       |
| 788    | Rautatientori – Jokivarsi – Nikkilä – Hinthaara – Porvoo                       |       |
| 811    | Kivikko – Kontula – Mellunmäki – Länsimäki – Rajakylä                          |       |

### 911–973
| Numéro | Trajet                                                   | Réfs. |
| ------ | -------------------------------------------------------- | ----- |
| 911    | Kauklahti – Masala – Kirkkonummi                         |       |
| 973    | Peijas – Korso – Gare de Kerava – Virrenkulma            |       |
| 973L   | Peijas – Korso – Kannisto – Gare de Kerava – Virrenkulma |       |

### U-linjat (lignes U)
| Numéro | Trajet                                                     | Réfs. |
| ------ | ---------------------------------------------------------- | ----- |
| 167    | Kamppi – Länsiväylä – Järvikylä – Evitskog (– Siuntio)     |       |
| 190    | Helsinki – Jorvaksentie – Pikkala th (– Inkoo – Karjaa)    |       |
| 280    | Helsinki – Turunväylä – Veikkola                           |       |
| 339    | Helsinki – Lahnus (– Klaukkala)                            |       |
| 346    | Helsinki – Kalajärvi (– Siippoo – Karkkila)                |       |
| 485    | Helsinki – Hämeenlinnanväylä                               |       |
| 485Y   | Helsinki – Hämeenlinnanväylä – Hyvinkää                    |       |
| 486    | Helsinki – Klaukkala (– Läyliäinen – Loppi – Karkkila)     |       |
| 487    | Helsinki – Klaukkala (– Perttula – Vihtijärvi)             |       |
| 490    | Helsinki – Keimola – Syväoja / Luhtaanmäki                 |       |
| 490A   | Helsinki – Vantaankoski – Nurmijärvi                       |       |
| 490V   | Helsinki – Hämeenlinnanväylä – Nurmijärvi                  |       |
| 491    | Helsinki – Klaukkala                                       |       |
| 492    | Helsinki – Klaukkala                                       |       |
| 495    | Helsinki – Keimola – Luhtaanmäki / Syväoja                 |       |
| 495A   | Nurmijärvi – Syväoja – Vantaankoski – Helsinki             |       |
| 495Y   | Helsinki – Hämeenlinnanväylä – Nurmijärvi                  |       |
| 540    | Aéroport – Leppävaara – Espoon keskus                      |       |
| 632    | Helsinki – Myllykylä (– Hyrylä)                            |       |
| 635    | Helsinki – Maantiekylä (– Hyrylä)                          |       |
| 637    | Helsinki – Maantiekylä (– Hyrylä)                          |       |
| 638    | Helsinki – Hyrylä – Kerava                                 |       |
| 640    | Helsinki – Maantiekylä (– Hyrylä)                          |       |
| 643N   | Helsinki – Tammisto – Maantiekylä (– Hyrylä)               |       |
| 840    | Helsinki – Östersundom – Box (– Porvoo)                    |       |
| 845    | Helsinki – Östersundom – Box (– Pukkila)                   |       |
| 850    | Helsinki – Östersundom – Box (– Kouvola / Inkeroinen)      |       |
| 870    | Helsinki – Östersundom – Box (– Kotka / Hamina)            |       |
| 871    | Kamppi – Viikki – Söderkulla (– Porvoo)                    |       |
| 933    | Gare de Kerava – Kilta (– Hyrylä)                          |       |
| 934    | Myyrmäki – Luhtaanmäki (– Klaukkala)                       |       |
| 941    | Tammisto – Aéroport – Maantiekylä (– Hyrylä)               |       |
| 953    | Gare de Kivistö – Klaukkala                                |       |
| 955    | Gare de Kivistö – Village de Nurmijärvi                    |       |
| 962    | Gare de Kerava – Hyrylä – Riihikallio – Aviapolis – Jumbo  |       |
| 974    | Peijas – Korso – Vallinoja (– Hyrylä)                      |       |
| 983    | Marché de Kerava – Gare de Kerava – Nikkilä (– Kilpilahti) |       |

## Opérateurs
Les services de transport par bus de la région sont délégués à plusieurs opérateurs.
En février 2017, les sociétés suivantes ont une délégation de service :
- Nobina Oy
- Pohjolan Liikenne
- Helsingin Bussiliikenne
- Transdev
- Savonlinja
- Tammelundin Liikenne
- Åbergin Linja
- Korsisaari